# Anthaxia muehlei
Anthaxia muehlei es una especie de escarabajo del género Anthaxia, familia Buprestidae. Fue descrita científicamente por Niehuis en 1983.

## Distribución
Se distribuye por las ecozonas del Neártico, Neotrópico, región indomalaya, Paleártico y región afrotropical.